# Vittorio Ambrosini
Pour les articles homonymes, voir Ambrosini.
Vittorio Ambrosini (né à Favara le 26 février 1893 et mort à Rome le 20 octobre 1971), est capitaine des Arditi et un des fondateurs des Arditi del Popolo.

## Biographie

### La période du premier conflit mondial
Vittorio est le frère de Gaspare Ambrosini (1886-1985), juriste et député, Antonio (1888-1983), juriste, et Alessandro (1891-1992).
En 1913, Ambrosini est à Berlin comme correspondant du Journal de la Sicile et en 1915 il est des « interventionnistes de gauche ». Après Caporetto il est volontaire dans des sections d'assaut et à la fin de la Première Guerre mondiale il obtient le grade de capitaine.
En 1919, avec d'autres Arditi futuristes, parmi lesquels Giuseppe Bottai et Mario Carli, il crée l'« Associazione des Arditi d'Italie ». C'est une période de liens importants entre les arditi futuristes et le journal Il Popolo d'Italia de Benito Mussolini. Mario Carli rompt les relations par son article « Arditi non gendarmi » publié dans l'Ardito, journal de l'association, après l'attaque de la chambre du travail de Milan par les squadristi composés d'arditi et de futuristes (dont Filippo Tommaso Marinetti).
Ambrosini écrit dans Roma futurista et il est le fondateur de la section des Arditi de Palerme.
Le 30 juillet 1919, le préfet de Rome prend note par un informateur que l'association Arditi ne veut pas adhérer aux faisceaux (créés par Benito Mussolini le 23 mars 1919) et que trois des principaux membres et dirigeants Mario Carli, Cesare Maria De Vecchi et Ambrosini auraient refusé l'adhésion aux faisceaux pour s'orienter vers le mouvement socialiste.
Le 6 août 1919, Francesco Saverio Nitti tient les mêmes propos à Alberico Albricci, ministre de la guerre. En août 1919, Ambrosini se rapproche encore plus de l'aile gauche de l'association des socialistes.
Ambrosini écrit une lettre dans l'Avanti qui annonce la rupture d'une bonne partie des arditi-futuristes avec Mussolini mais les socialistes ne soutiennent pas les positions de Ambrosini et Argo Secondari, ainsi avant même d'avoir débuté formellement, il en est fini de l'idylle entre arditi, arditi-futuristes et socialistes. Dans la pratique, beaucoup de socialistes entrent dans le font uni Arditi del Popolo comme Guido Picelli, député au parlement et chef du front Arditi del Popolo de Parme.
Ambrosini adhère malgré tout au Parti socialiste italien (PSI) et à la « Ligue prolétarienne », organisation d'anciens combattants qui compte dans sa période la plus faste 1 200 000 adhérents et qui publie un journal « Spartacus. » La même année, Ambrosini écrit divers articles dans l'Avanti attaquant Benito Mussolini et les futuristes et il reçoit les louanges de Amadeo Bordiga pour ses prises de position dans le journal Soviet (7 septembre 1919). Il entre dans la Garde Rouge de Milan et au cours de l'occupation des usines de Turin, il crée les Arditi Rouges. Il publie un journal: « L'Ardito Rouge », édité par le faisceau des jeunesses socialistes de Milan.
Le Parti socialiste italien n'a pas de structure paramilitaire d'autodéfense et il est incapable de conduire les actions révolutionnaires ni défendre les sièges et les manifestations des attaques squadristi. Amadeo Bordiga connait très bien le problème que peut créer l'absence de structure militaire dans un parti révolutionnaire. Pour le dirigeant communiste, la réponse à la répression ne peut naitre spontanément de la base mais elle doit être guidée et dirigée par le parti. Les efforts de Bordiga et de la fédération de la jeunesse du PSI n'ont pas d'effets sur les organes centraux du parti et c'est pour cela qu'apparaissent des formations de défense prolétarienne qui agissent de manière désordonnée même si ponctuellement, elles infligent de dures leçons aux squadristi : les Arditi Rouges font partie de celles-ci.
Ambrosini s'enfuit à Saint-Marin à la suite d'un avis de recherche.
Il se met à la disposition de la nouvelle fraction communiste du PSI et il essaie de rejoindre Gabriele D'Annunzio pour prendre Fiume (voir l'Entreprise de Fiume), mais il n'y arrive pas en raison des avis de recherche qui l'empêchent de circuler sur le territoire national.

### La naissance duParti communiste italien
La naissance du Parti communiste italien (PCI) intervient tardivement et Lénine critique cet évènement, l'onde révolutionnaire en Italie est désormais en recul en raison des attaques permanentes de squadristi et de l'appui des organes de répression de l'État. La direction socialiste et la frange communiste à l'intérieur du Parti socialiste italien ne sont pas en mesure d'organiser les formations prolétariennes en groupes paramilitaires d'autodéfense bien dirigés et liés entre eux, bien que Amadeo Bordiga soit sensible à ce problème mais il le considère de second plan face à la nécessité de structuration du parti communiste révolutionnaire. Au cours de cette période, le Parti communiste d'Italie ne peut que subir les attaques des fascistes et du système étatique sous toutes ses formes, la mort de Spartaco Lavagnini en est un exemple comme les faits de Empoli en 1921. Le premier cas comme un exemple de l'arrogance fasciste, le second comme un exemple de la collusion entre les squadristi et les appareils institutionnels. En février 1921, le siège du « Le Travailleur » (Il Lavoratore) de Trieste est attaqué par les squadristi, Giuseppe Tuntar et les compagnons triestins finissent en prison,.
Entretemps Ambrosini, déçu par la non adhésion des organes centraux du PCI à la structuration des Arditi Rossi et en raison des nombreux mandats d'arrestations à son encontre, continue ses pérégrinations et, après ne pas avoir pu rejoindre D'Annunzio à Fiume, il se rend plusieurs fois à Vienne, ville reconnue par tous les services secrets comme le lieu de croisement des connexions entre la révolution bolchévique et ses émissaires. À Vienne, la police indique Ambrisini et Nicola Bombacci comme appartenant à un fantomatique groupe affilié aux, encore plus fantomatique, "Bandes rouges de Saint-Pétersbourg".
les dirigeants du Parti communiste d'Italie, Ambrosini et Nicola Bombacci font partie de la minorité du PCI à être favorable aux Arditi del Popolo, suivant ainsi les recommandations de l'Internationale communiste. Même Antonio Gramsci, comme on peut l'interpréter de ses articles dans l'Ordine nuovo et de l'envoi d'émissaires auprès de Argo Secondari, voit d'un très bon œil l'émergence du font uni Arditi del Popolo, et avec l'attention et l'intelligence politique qui le distingue du noyau dirigeant, il cherche à rencontrer Gabriele D'Annunzio par l'intermédiaire du lieutenant filocommuniste de la Légion de Fiume Marco Giordano, quand il sentit la tournure que prenait l'Entreprise de Fiume. Sur l'Ordine Nuovo du 8 juillet 1922, en ce qui concerne les Arditi del Popolo, on peut lire
« La première tentative de rescousse ouvrière contre les hordes de la réaction  »
et le 15 juillet Antonio Gramsci explicite:
«  Ce sont les communistes qui seraient contraires au mouvement des Arditi del Popolo? Il n'en est rien; Ils souhaitent l'armement des prolétariens, la réaction d'une force armée qui soit capable de battre la bourgeoisie, de présider l'organisation et assurer le développement des nouvelles forces productives générées par le capitalisme »
En parfaite ligne avec les indications de l'Internationale communiste, mais ce sont les positions de la minorité du groupe communiste dirigeant.
Les militants communistes, contrevenant aux consignes du parti, mais suivant celle de l'internationale communiste sont numériquement le groupe le plus important du front uni Arditi del Popolo.
Ambrosini publie un article dans le journal « L'Internationale communiste » dans lequel il appuie les critiques de Vorovskij envers le PCI, Vorovskij est le représentant du gouvernement soviétique à Rome, dans le même temps, Umberto Terracini confirme la position du PCI dans "Correspondance Internationale" de décembre 1921.

### Ambrosini, après1922et dans la diaspora des réfugiés politiques
Ambrosini est fidèle à la ligne de l'Internationale communiste et il exprime son désaccord pour l'absence de participation au Front Uni Arditi del Popolo dans les journaux « Kommunismus » et « Revue Communiste. » Il publie un livret : « Pour la défense et la rescousse du prolétariat italien » dans lequel il continue à exprimer son désaccord avec la ligne de Amadeo Bordiga et après le congrès de Rome de 1922, il démissionne du Parti communiste d'Italie. Début 1923, à Vienne, il crée en accord avec les dirigeants du IVe congrès du Comintern un nouveau regroupement au nom de Parti communiste d'Italie unifié qui n'est pas reconnu par le Parti communiste d'Italie.
Vienne en cette période est le lieu de croisement d'agents d'idéologies politiques diverses et de services secrets de différentes nationalités dont les agents fascistes. Ambrosini entre dans le cercle prolétarien Andrea Costa et dans le comité des exilés mais il est rapidement exclu et il se rapproche de personnages liés à l'opposition fasciste mais pas encore identifiés par les services policiers comme émissaires de l'Internationale communiste. Fin 1923, Nicola Bombacci fait un surprenant discours au parlement dans lequel il est envisagé une alliance entre le fascisme et la Russie soviétique pendant qu'à Vienne est présent Attilio Tamaro délégué du Parti national fasciste pour étudier la possibilité d'une alliance entre Russie, Italie et Allemagne. Ambrosini est un intermédiaire dans ses manœuvres derrière lesquelles il y a le « Comintern » avec le double objectif d'affaiblir l'encerclement capitaliste qui entoure la Russie soviétique et qui subventionne les contre-révolutionnaires et soutient les exilés russes anti-bolchéviques. L'autre objectif, dans des situations comme celle de l'Italie où le prolétariat est battu mais pas encore dominé et où il y a encore des partis antifascistes, est de tenter d'affaiblir le fascisme de l'intérieur profitant aussi de la désillusion des fascistes.
Ambrosini, de retour en Italie en 1924 au moment du meurtre du député Giacomo Matteotti, prend position contre les socialistes et il accepte des fonctions d'agent provocateur par Crispo Moncada, écrivant dans l'Epoca, quotidien de Giuseppe Bottai, l' « intellectuel » du fascisme. Ambrosini et Bottai, anciens membres des bataillons d'assaut pendant la Première Guerre mondiale, avaient appartenu à la mouvance futuriste et lors de la création des Arditi del Popolo de Argo Secondari et Vincenzo Baldazzi, Bottai prit immédiatement ses distances lorsque les Arditi del Popolo nouvellement créés dévoilèrent leurs structures d'opposition contre les fascistes. Ambrosini est aussi le fondateur de la revue La Sintesi appelée de cette manière parce qu'il fait référence au discours de Benito Mussolini du 7 juin 1924 dans lequel Mussolini indique la voie politique de jonction entre les deux gros mouvements révolutionnaires de l'après-guerre (révolutionnaire pour le fascisme est un adjectif donné par le « duce ») : le fascisme et le bolchévisme.
La revue Sintesi est interdite en 1926 et Ambrosini crée Movimento Impero Lavoro et il écrit dans la revue Lo Stato Sindacale. Il occupe au cours de cette période un travail d'intermédiaire entre les milieux fascistes et les attachés à l'ambassade soviétique.
Ambrosini et Giuseppe Mingrino sont les seuls deux noms importants, liés aux Arditi del Popolo, qui ont des connivences avec le fascisme ou pire en deviennent des agents provocateurs avec la conviction que les deux "révolutions du siècle" fasciste et bolchévique peuvent trouver un accord.
Ambrosini déclare:
« Politiquement je me retrouve dans Lénine et Mussolini, c'est-à-dire dans l'un et dans l'autre pour l'esprit révolutionnaire que tous deux ont et je pense que des deux doit venir la synthèse de la nouvelle vie politique et sociale »
Ambrosini se rend à Paris en 1926 avec Alfredo Gerevini, (à la solde des services secrets italiens) infiltré dans le groupe syndicaliste révolutionnaire « Filippo Corridoni », il prend contact avec Giuseppe Mingrino et ensemble ils font les délateurs mais surtout les agents provocateurs dans le milieu des exilés.
Mauro Canali explique:
« On leur faisait confiance en raison de leurs anciennes fonctions de dirigeant des « Arditi del Popolo » eux prenaient des attitudes de provocation à l'égard des dirigeants des exilés et désorientaient les masses ouvrières émigrées. En 1926, Mingrino avait agressé Bazzi et Rossi [milieu exilés fascistes] place de la Madeleine afin d'influencer la police française à les déclarer indésirables et à les extrader. »
Avec le temps, Ambrosini, perd tout crédit à Paris et il retourne en Italie où il est envoyé en confinement par le régime fasciste pour avoir fait un « double jeu. » Il reste en confinement jusqu'en 1931, et il commence à collaborer sous le numéro de code 532 avec la police politique fasciste. Il renoue des liens avec ses vieux compagnons antifascistes et il transmet des informations les concernant. La collaboration avec la police politique continue jusqu'en mai 1943. À Rome, en 1936, il édite « Lo Stato Corporativo », et à la déclaration de la guerre il collabore avec les fascistes dissidents de Felice Chilanti qui par la suite deviendra un des chefs de la résistance romaine Bandiera Rossa Roma.

### L'après-guerre
Après la guerre, il réussit à obtenir grâce à l'« amitié » d'un ex-chef de la police Carmine Senise,, une déclaration qu'il n'a pas appartenu à la police politique, « amitié » ou plus vraisemblablement échanges croisés de faveurs et Ambrosini organise un comité de défense pour ceux qui sont suspectés d'avoir été des espions fascistes. Il crée « Il tribuno socialista » et le « Groupe politique indépendant italien de Sicile d'Afrique et de la Méditerranée » et il se présente à l'Assemblée Constituante sans être élu et prenant la défense de Amleto Poveromo, un des assassins de Giacomo Matteotti. En 1958 il est candidat du MSI (extrême droite italienne) dont il se détache pour passer dans la droite démocratique.
Indro Montanelli écrit à Leo Longanesi d'avoir été défié en duel par l'avocat Ambrosini, chef d'une « Ligue poujadiste italienne » à cause de son article du Corriere della sera, cet exemple donne encore plus l'idée du caractère de Ambrosini et des différents milieux qu'il fréquentait.

### Spécifique à l'article
- Eno Mecheri, Chi ha tradito ? Milan, Libreria lombarda, 1947
- Gianni Isola, Guerra al regno della guerra! Storia della lega proletaria mutilati, invalidi, reduci, orfani e vedove di guerra (1915-1924), Florence, Le lettere, 1990.
- Giuseppe Berti[9]. Il gruppo del Soviet nella formazione del PCI, Lo Stato operaio, 12 décembre 1934

### Plus générale
- Luigi Di Lembo, Guerra di classe e lotta umana, l'anarchismo in Italia dal Biennio Rosso alla guerra di Spagna (191-1939), edizioni Biblioteca Franco Serantini, Pise, 2001
- Eros Francescangeli, Arditi del popolo, Odradek, Rome, 2000
- Marco Rossi, Arditi, non gentarmi! Dall'arditismo di guerra agli Arditi del Popolo, 1917-1922, edizioni Biblioteca Franco Serantini, Pise, 1997
- Luigi Balsamini, Gli arditi del popolo. Dalla guerra alla difesa del popolo contro le violenze fasciste, Galzerano Ed., Salerne.
- Renzo Del Carria, Proletari senza rivoluzione - storia delle classi subalterne italiane dal 1860 al 1950, Milan, Edizioni Oriente, 1970
- Paolo Spriano, Storia del Partito comunista, Einaudi, Turin, 1967-1975 - 5 vol.
- Mauro Canali, Le spie del regime, Bologne, Il Mulino, 2004

## Sources
- (it) Cet article est partiellement ou en totalité issu de l’article de Wikipédia en italien intitulé « Vittorio Ambrosini » (voir la liste des auteurs) du 30/09/2007.